# پرشتیتسه
پرشتیتسه (به چکی: Přeštice) یک ناحیه و شهرستان دارای شهرک سابقاً روستا در جمهوری چک است که در ناحیه پلزن-جنوبی واقع شده‌است. پرشتیتسه ۶٬۶۸۱ نفر جمعیت دارد.

## خواهرخوانده
شهر نیتناو خواهرخواندهٔ پرشتیتسه هست.